# Monika Puskeppeleit

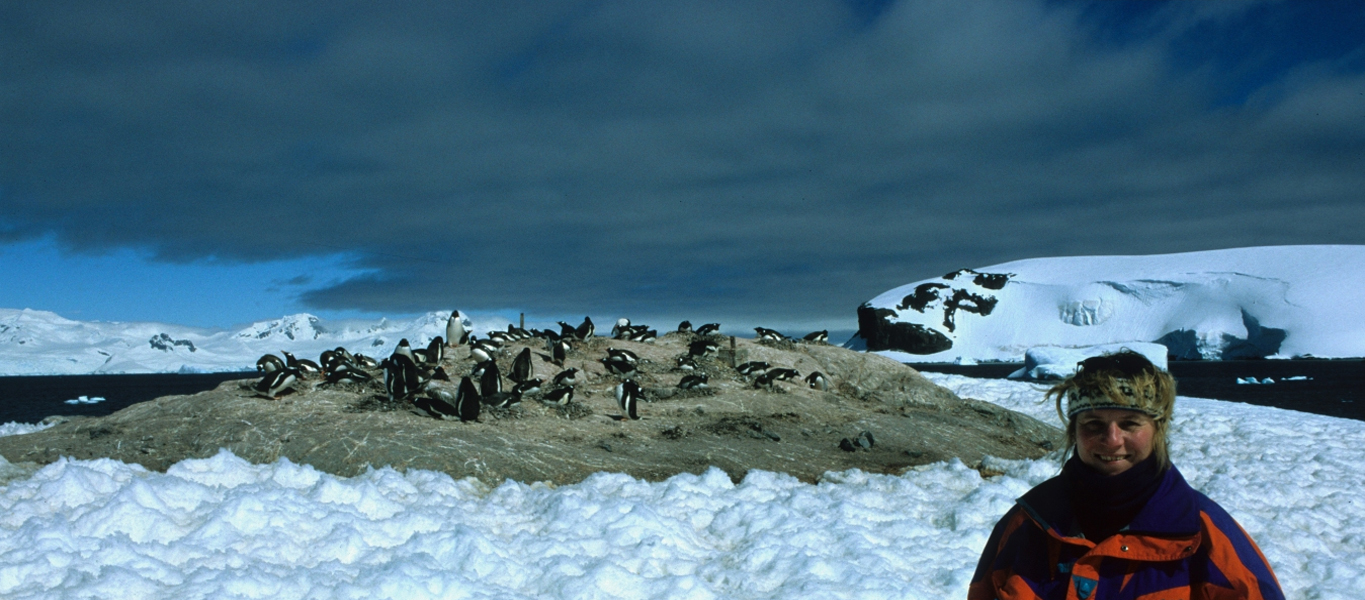
Monika Puskeppeleit in der Antarktis

Monika Puskeppeleit (* 1955) ist eine Medizinerin und Pionierin der deutschen Polarforschung.

## Leben
Von 1989 bis 1991 leitete Puskeppeleit das weltweit erste reine Frauenteam, das in der Antarktis überwinterte. Durch die 14-monatige Antarktisüberwinterung in der Georg-von-Neumayer-Station bewies das Team, dass auch Frauenteams neun Monate in der Isolation des Polarwinters bewältigen können. Zuvor waren auf der Station weibliche Teilnehmerinnen für eine Überwinterung grundsätzlich nicht vorgesehen. Die Expedition wird als Meilenstein zur Gleichstellung von Frauen in der Polarforschung gesehen.
Puskeppeleit und ihr Team leisteten einen gesellschaftspolitischen Beitrag zur Zusammenarbeit mit der DDR im Eis durch den Kontakt zur Georg-Forster-Station.
Ergänzend führte Puskeppeleit das Wissenschaftsprojekt zur UV-B-strahlungsbezogene biologische Klimawandelforschung in Zusammenarbeit mit dem Institut für Luft- und Raumfahrtmedizin durch.
Neben ihrem Antarktiseinsatz sammelte Puskeppeleit Erfahrungen als Expeditionsärztin und Wissenschaftlerin in der Arktis. 1992 leitete sie eine medizinische Hilfsaktion für Igarka in Sibirien und unternahm später Expeditionsreisen in andere arktische Regionen wie Kotzebue in Alaska (1994), Qaanaaq auf Grönland (2000), Spitzbergen (1996, 2017 und 2022) und Mongolei (2005). Puskeppeleit kehrte mehrfach als wissenschaftliche Lektorin in die Antarktis zurück.